# Bitwa o Hongkong
Bitwa o Hongkong – bitwa stoczona podczas wojny na Pacyfiku w czasie II wojny światowej pomiędzy wojskami japońskimi a alianckimi. Rozpoczęła się 8 grudnia 1941 roku, a zakończyła się 25 grudnia 1941 roku upadkiem brytyjskiej kolonii w Hongkongu.

## Tło

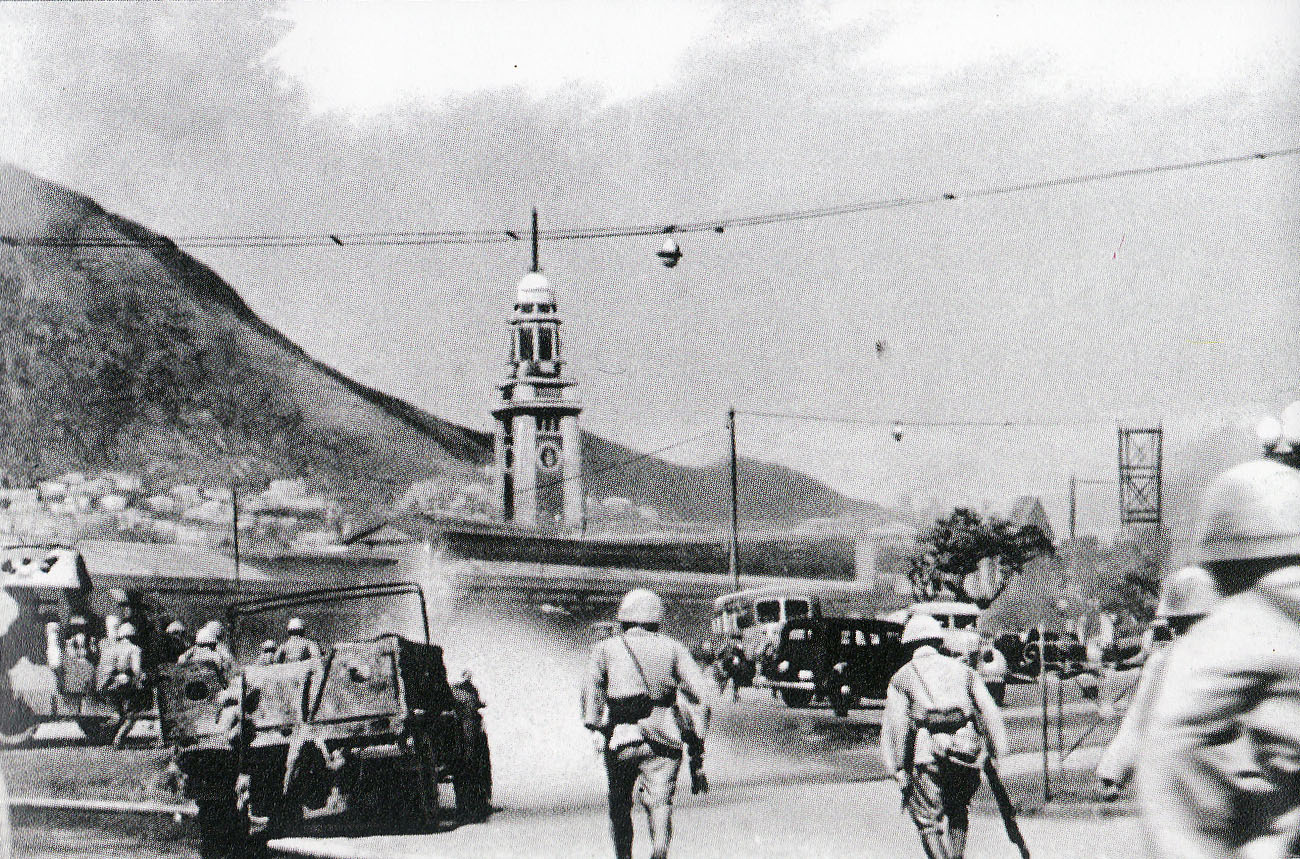
Japońscy żołnierze podczas walk w Hongkongu

Klęska Francji i Holandii w wojnie z Niemcami oraz osłabienie pozycji Imperium Brytyjskiego miały znaczący wpływ na poprawę sytuacji Japonii w Azji. Sukcesy w Chinach sprawiły, że większość oficerów Sztabu Generalnego opowiadała się za podjęciem zdecydowanych działań wymierzonych przeciwko Indiom Holenderskim oraz posiadłościom brytyjskim i amerykańskim. 18 października 1941 roku premierem rządu cesarskiego został gen. Hideki Tōjō, zwolennik konfliktu zbrojnego. W dążeniach tych Tōjō miał silne wsparcie szefa Sztabu Generalnego gen. Hajime Sugiyamy. W listopadzie gen. Sugiyama wezwał na odprawę gen. Masaharu Hommę, Hitoshi Imamurę oraz Tomoyuki Yamashitę. W nadchodzących tygodniach od tych dowódców zależał los Cesarstwa. Homma miał dowodzić 14. Armią, która zaatakuje amerykańskie oddziały na Filipinach, Imamura miał stanąć na czele 16. Armii, która uderzy na Indie Holenderskie, a Yamashita miał zdobyć brytyjskie Malaje i Singapur. 5 listopada 1941 roku Rada Cesarska zatwierdziła plan wojny. Armia oraz marynarka wojenna miały prowadzić jednoczesne działania na Malajach, Pacyfiku i w Chinach. Był to bardzo ambitny plan, który mógł przynieść ogromny sukces, ale także zakończyć się klęską. 

### Rozmowy ostatniej szansy

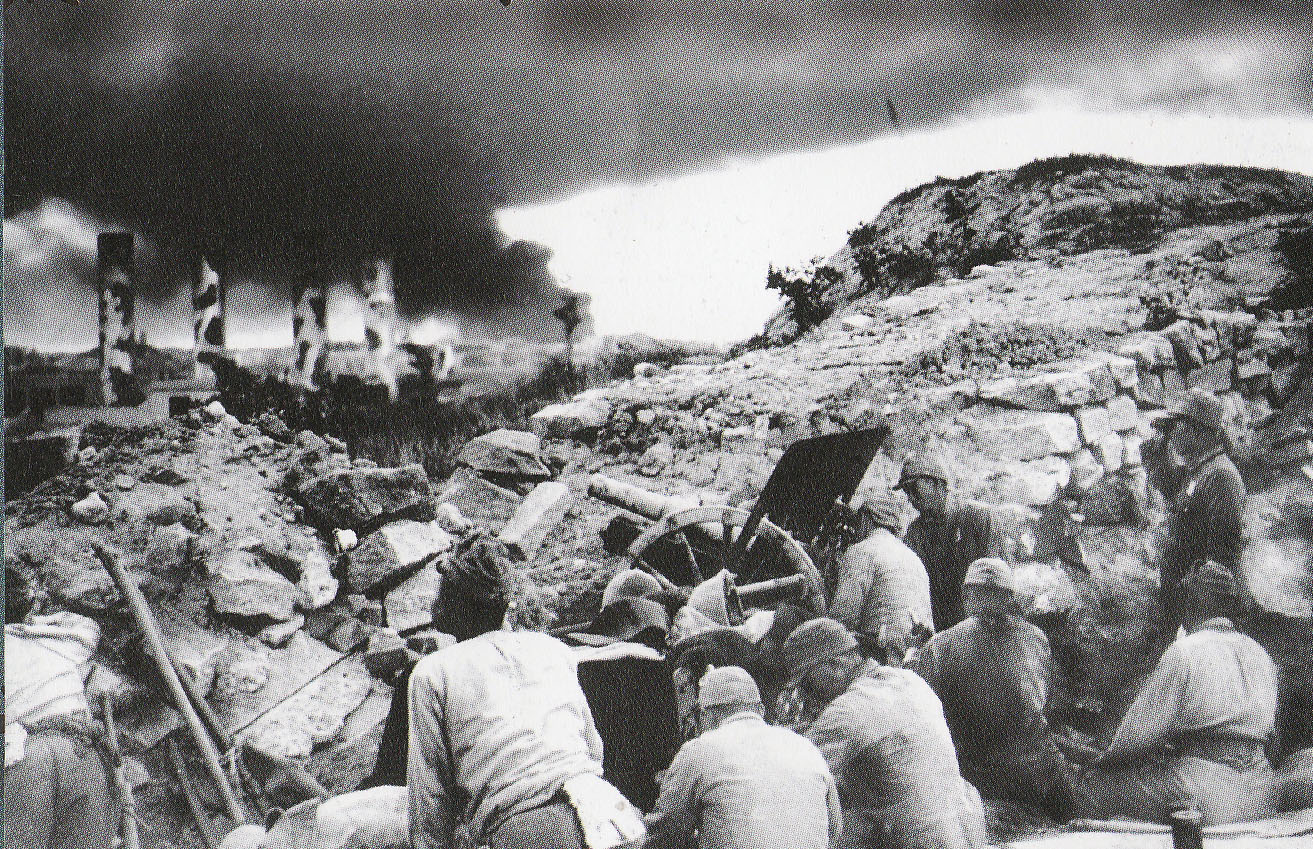
Japońska artyleria ostrzeliwuje brytyjskie pozycje w Hongkongu

7 listopada 1941 roku ambasador Japonii Kichisaburō Nomura oraz jego specjalny doradca w Stanach Zjednoczonych Saburō Kurusu przedstawili sekretarzowi stanu Cordellowi Hullowi dwa projekty porozumienia obejmującego uregulowanie wszystkich spraw w Azji Południowo-Wschodniej oraz w Chinach. Równocześnie strona japońska określiła ostateczny termin zaakceptowania porozumienia na 25 listopada. 
Stanowisko Japonii dotyczyło wstrzymania pomocy amerykańskiej, która została przyznana Chinom oraz zawierało zgodę na wycofanie wojsk japońskich z południowej części Indochin. 20 listopada została dostarczona nota, w której rząd cesarski zgadzał się powstrzymać od agresywnych kroków w Azji Południowo-Wschodniej, a po zawarciu pokoju deklarował wycofanie wojsk z południowej części Indochin oraz domagał się wznowienia wymiany handlowej ze Stanami Zjednoczonymi i zagwarantowanie dostaw paliwa z Indii Holenderskich. Amerykanie w odpowiedzi zażądali całkowitego wycofania się z południowych Indochin (japońska flota i lotnictwo, korzystając z baz w Wietnamie, kontrolowały cały obszar Morza Południowochińskiego i Jawajskiego) oraz ograniczenie kontyngentu wojskowego w północnych Indochinach do 25 tys. żołnierzy. Wielkość dostaw ropy z Indii Holenderskich miała być uregulowana w oddzielnej umowie pomiędzy Japonią a Wielką Brytanią, Holandią i Stanami Zjednoczonymi. Dodatkowo Japonia miała doprowadzić do porozumienia pokojowego z Chinami. 
W tym czasie wywiad amerykański ustalił, że port w Szanghaju opuścił duży konwój i skierował się na Formozę (była to flota inwazyjna utworzona, by zdobyć Malaje). Stanowisko amerykańskie zostało skrytykowane przez Brytyjczyków, którzy domagali się całkowitego opuszczenia Indochin przez armię japońską i Chińczyków (ci ostatni spodziewali się, że problem okupacji zostanie postawiony bardziej kategorycznie). Rząd cesarski nie zaakceptował tych warunków, jednak zalecił kontynuowanie rokowań. Amerykanie, dysponując kodem umożliwiającym czytanie japońskich depesz dyplomatycznych, wiedzieli o tym i 27 listopada wszystkie amerykańskie bazy wojskowe zostały poinformowane o możliwości starć zbrojnych z armią japońską.

## Siły obu stron

### Siły japońskie

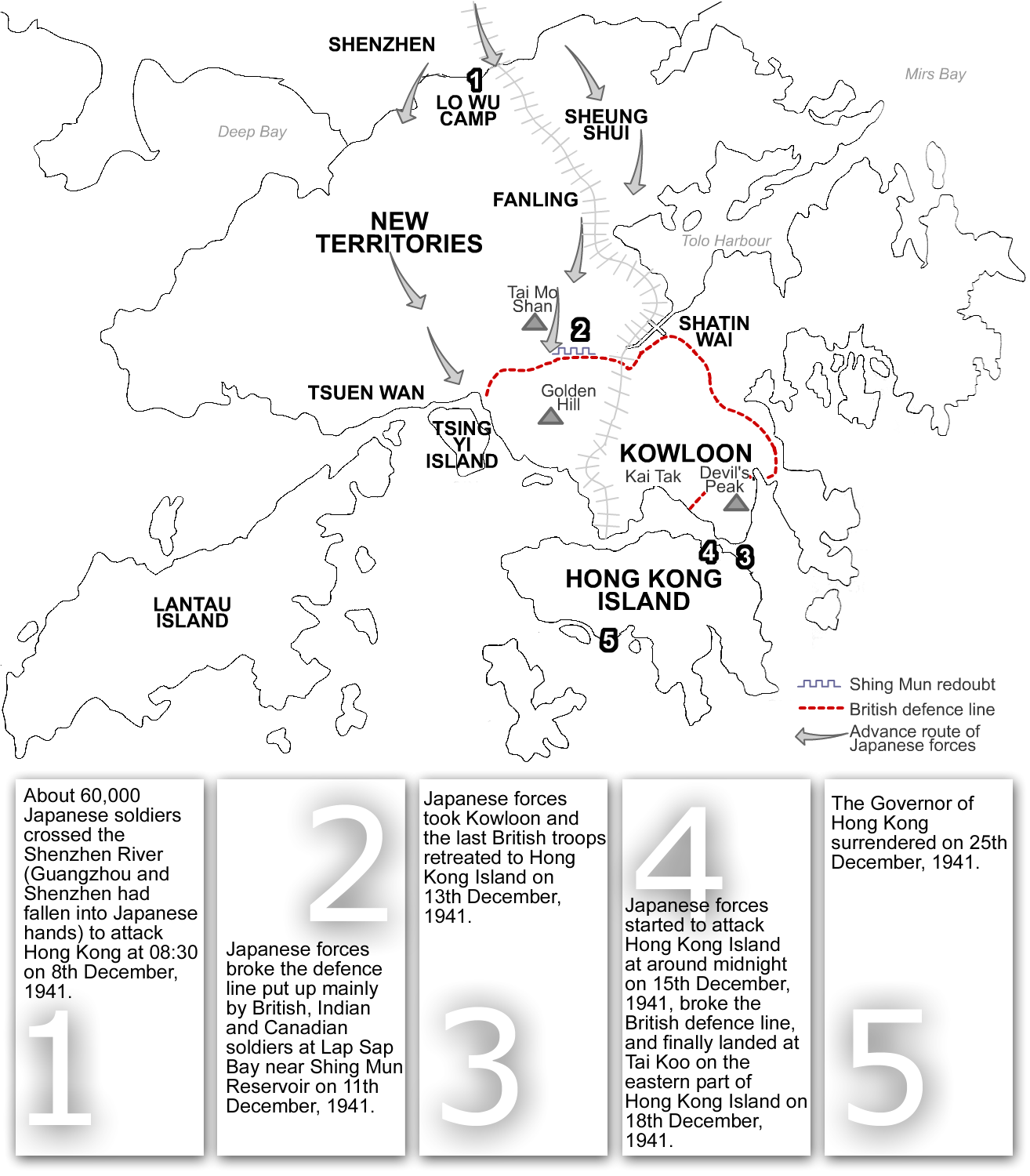
Mapa japońskich ataków na Hongkong i brytyjskich pozycji obronnych

Do zdobycia Hongkongu Japończycy wystawili 23. Armię gen. Takashi Sakai (dowództwo znajdowało się w Kantonie) mającą w swoim składzie 38. Dywizję Piechoty (228., 229. i 230. Pułk Piechoty), 2. Samodzielny Batalion Dział Przeciwpancernych, 5. Samodzielny Batalion Dział Przeciwpancernych, 10. Samodzielny Pułk Artylerii Górskiej, 20. Samodzielny Batalion Artylerii Górskiej, 21. Batalion Moździerzy, 20. Samodzielny Pułk Inżynieryjny, jeden pluton radiowy, ⅛ jednostki medycznej z 51. Dywizji Piechoty, 1. i 2. Batalion Saperów Rzecznych z 9. Dywizji Piechoty, trzy kompanie 3. Samodzielnego Pułku Transportowego, 19. Samodzielną Kompanię Transportową, 20. Samodzielną Kompanię Transportową, 21. Samodzielną Kompanię Transportową i 17. Polową Jednostkę Rektyfikacji Wody i Zaopatrzenia. Siły powietrzne 23. Armii składały się z 45. Pułku Powietrznego, elementów 44. Samodzielnej Jednostki Powietrznej, dwóch formacji 10. Samodzielnego Skrzydła Powietrznego, 47. Polowego Batalionu Powietrznego, elementów 67. Polowego Batalionu Powietrznego oraz 67. Polowej Kompanii Powietrznej. 
Dodatkowo do zajęcia Hongkongu 23. Armia otrzymała wsparcie ze strony Cesarskiej Marynarki Wojennej w postaci 2. Chińskiej Floty Ekspedycyjnej. 

### Siły alianckie
Jednostki broniące Hongkongu podlegały pod China Command, na czele którego stał gen. mjr Christopher Maltby. Jednostki, jakimi dysponował, zostały podzielone na siły „Koulun” i „Hongkong”. Siłami „Koulun” dowodził brygadier C. Wallis. Składały się one z 2. batalionu pułku Royal Scotts (płk. S.E.H.E. White), 5/7 Rajput [5. batalion 7. pułku Rajput] (płk. R. Cadosan-Rowlinson) oraz 2/14 Punjab (płk. G.R. Kidd). Jednostki te broniły półwyspu. Najważniejsze zadanie spoczywało na Szkotach, gdyż strzegli oni zbiorników ze słodką wodą, które stanowiły zasoby wody pitnej dla całej załogi garnizonu. 
Siły „Hongkong” dowodzone były przez brygadiera Johna K. Lawsona. W ich skład wchodziły: 1/Middlesex (płk. H.W. Stewart), batalion pułku Winnipeg Grenadiers (płk. J.L.R. Sutcllif), batalion pułku Royal Rifles of Canada (płk. W.J. Home) oraz siły forteczne pod dowództwem płk. R.G Lamba. Dodatkowo został utworzony Hongkoński Ochotniczy Korpus Obrony (ang. Hong Kong Volunteer Defense Corps, HKVDC), którym dowodził płk. H. Rose. W skład HKVDC wchodziły dwie kompanie składające się z żołnierzy pochodzenia brytyjskiego, kompania hinduska i kompania chińska. Tuż przed inwazją zostały utworzone trzy kompanie złożone z ochotników portugalskich, a także batalion chiński (mjr. H.W. Mayer). Obrońcy dysponowali 5 pułkami artylerii (płk. E.H.M. Clifford), w tym: 8., 12. i 965. pułk RA (Royal Artillery) były pułkami artylerii nadbrzeżnej, 5. pułk RA był pułkiem artylerii przeciwlotniczej i tylko 1. pułk artylerii HKVDC był pułkiem artylerii polowej. Dysponowano łącznie 65 armatami i działami, w tym 29 artylerii obrony nadbrzeżnej. Łącznie jednostki brytyjskie liczyły 11 848 żołnierzy, natomiast Japończycy wystawili do walki 20 tys. żołnierzy.

## Bitwa

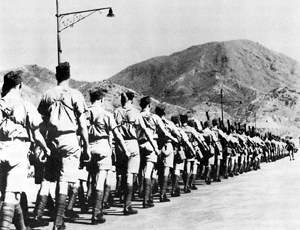
Kontyngent kanadyjski w Hongkongu

8 grudnia 1941 roku, tuż po godzinie 8:00 rano, oddziały 23. Armii rozpoczęły natarcie na Hongkong atakiem na pozycje obronne znajdujące się na półwyspie Koulun. Do walk gen. Sakai skierował 38. Dywizję Piechoty gen. Takeo Itō, zakładając, że jedna dywizja sprosta temu zadaniu. Sytuacja Brytyjczyków była bardzo trudna, linia obrony liczyła 18 km, co oznaczało, że taki obszar powinien być broniony przez dwie dywizje piechoty, a nie trzy bataliony. Pomimo tak znacznej przewagi wojsk japońskich dopiero po dwóch dniach zdołano przełamać główną linię obrony i zająć port Shing Mun. Do 10 grudnia Japończycy zajęli cały półwysep i 13 grudnia resztki wojsk brytyjskich ewakuowały się na wyspę. 15 grudnia dowództwo japońskie zaproponowało kapitulację, która została odrzucona. Wobec odmowy rozpoczęto naloty na miasto. Po ich zakończeniu ponownie wystosowano propozycję kapitulacji. Także i ta została odrzucona. 18 grudnia na północnym cyplu wyspy Japończycy wysadzili desant. 19 grudnia wyspa została podzielona na dwa izolowane obszary, co znacznie utrudniło obronę. 25 grudnia brytyjski gubernator Mark Young zgodził się na kapitulację. Zginęło 4400 żołnierzy brytyjskich, 2300 było rannych, a 7448 dostało się do niewoli.